# Burgstraße 48 (Kirberg)

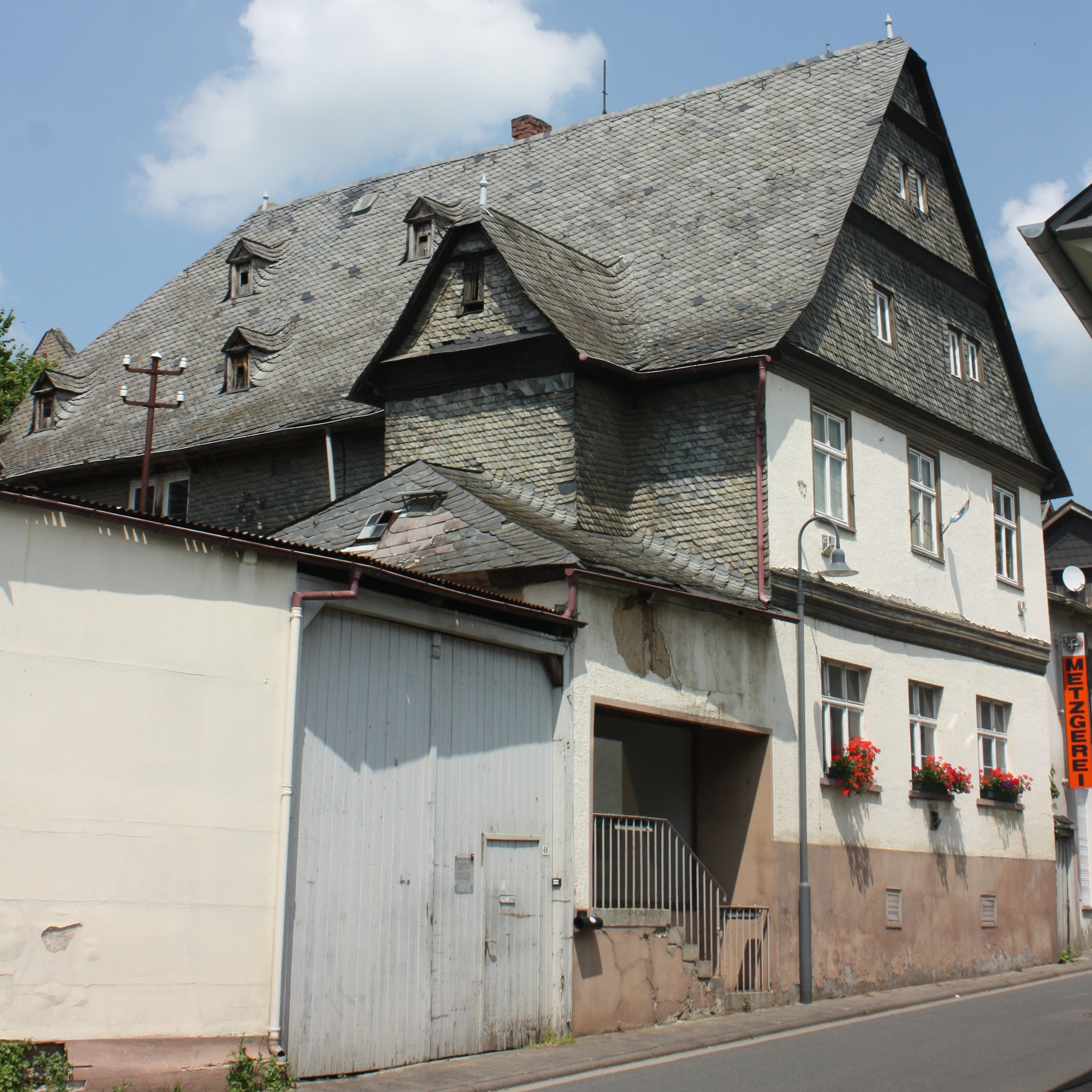
Gebäude Burgstraße 48 in Kirberg

Das Gebäude Burgstraße 48 in Kirberg, einem Ortsteil der Gemeinde Hünfelden im mittelhessischen Landkreis Limburg-Weilburg, wurde um 1600 errichtet. Das Wohnhaus ist ein geschütztes Kulturdenkmal.
Das verputzte Fachwerkhaus wurde um 1700 als Kellerei bezeichnet. Seine Lage und Größe lassen vermuten, dass es einer der alten Burgmannensitze war. 
Der Giebelbau, der die schmale Gasse beherrscht, hat an der inneren Traufseite einen Standerker. Der Lehmstuck, die Fenster und die Türen stammen aus der Zeit des Frühbarock. Sichtbar sind die hohen Rähm- bzw. Schwellprofile. Die unveränderte Dachzone mit Doppelboden hat alte Gauben und Fenster.